# Ully-Saint-Georges
 Ully-Saint-Georges  ist eine französische Gemeinde mit 1920 Einwohnern (Stand 1. Januar 2022) im Département Oise in der Region Hauts-de-France. Sie gehört zum Arrondissement Senlis und zum Kanton Montataire.
Ully-Saint-Georges besteht außer dem zentralen Ort aus den Ortsteilen Cavillon, Cousnicourt und Moulincourt.

## Bevölkerungsentwicklung
| Jahr      | 1962 | 1968 | 1975 | 1982 | 1990 | 1999 | 2007 |
| Einwohner | 639  | 679  | 809  | 1272 | 1600 | 1819 | 1883 |

## Sehenswürdigkeiten
Siehe auch: Liste der Monuments historiques in Ully-Saint-Georges
- Merowingische Nekropole in Cousnicourt
- Kirche Saint-Georges, 11. bis 16. Jahrhundert, Monument historique
- Zehntscheuer, 14. Jahrhundert, Monument historique